# 1046
Il 1046 (MXLVI in numeri romani) è un anno  dell'XI secolo.

## Eventi
- il 9 novembre avviene il violento terremoto della media valle dell'Adige
- il 20 dicembre si apre il Concilio di Sutri, in cui papa Gregorio VI rinuncia al pontificato
- inizio del pontificato di papa Clemente II
- il 25 dicembre Enrico III il Nero viene incoronato imperatore del Sacro Romano Impero
- Incendio nella cattedrale di Santa Maria, Hildesheim, Germania.

## Nati
- 24 luglio - Jimena Díaz, nobile spagnola († 1116)
- Baudri de Bourgueil, abate, vescovo cattolico e poeta francese († 1130)
- Bernardo di Tiron, monaco cristiano francese († 1117)
- Costanza di Borgogna, francese († 1093)
- Matilde di Canossa, nobildonna italiana († 1115)
- Medico di Potrone, nobile italiano
- Stefano di Grandmont, religioso e santo francese († 1124)

## Morti
- 24 gennaio - Eccardo II di Meißen, militare tedesco (n. 985)
- 31 marzo - Guido di Pomposa, abate italiano (n. 970)
- 14 giugno - Riccardo di Saint-Vanne, religioso francese
- 24 giugno - Jeongjong II di Goryeo, re coreano (n. 1018)
- 18 luglio - Elia di Nisibi, vescovo cristiano orientale, scrittore e teologo siro (n. 975)
- 24 settembre - Gerardo di Csanád, vescovo e santo italiano
- 23 ottobre - Uta di Ballenstedt, nobildonna (n. 1000)
- 30 ottobre - Abate Oliva, spagnolo
- 6 novembre - Stefano di Apt, vescovo francese (n. 975)
- Asclettino II Drengot, cavaliere medievale normanno
- Edvige di Dabo, contessa francese
- Gothelo II della Bassa Lorena, duca
- Guglielmo Braccio di Ferro, condottiero normanno
- Guidone, vescovo italiano
- Al-Musta'in, emiro arabo

## Calendario
| Calendario 1046 | Calendario 1046 | Calendario 1046 | Calendario 1046 | Calendario 1046 | Calendario 1046 | Calendario 1046 | Calendario 1046 | Calendario 1046 | Calendario 1046 | Calendario 1046 | Calendario 1046 | Calendario 1046 | Calendario 1046 | Calendario 1046 | Calendario 1046 | Calendario 1046 | Calendario 1046 | Calendario 1046 | Calendario 1046 | Calendario 1046 | Calendario 1046 | Calendario 1046 | Calendario 1046 | Calendario 1046 | Calendario 1046 | Calendario 1046 | Calendario 1046 | Calendario 1046 | Calendario 1046 | Calendario 1046 | Calendario 1046 | Calendario 1046 |
| --------------- | --------------- | --------------- | --------------- | --------------- | --------------- | --------------- | --------------- | --------------- | --------------- | --------------- | --------------- | --------------- | --------------- | --------------- | --------------- | --------------- | --------------- | --------------- | --------------- | --------------- | --------------- | --------------- | --------------- | --------------- | --------------- | --------------- | --------------- | --------------- | --------------- | --------------- | --------------- | --------------- |
|                 | 1               | 2               | 3               | 4               | 5               | 6               | 7               | 8               | 9               | 10              | 11              | 12              | 13              | 14              | 15              | 16              | 17              | 18              | 19              | 20              | 21              | 22              | 23              | 24              | 25              | 26              | 27              | 28              | 29              | 30              | 31              |                 |
| Gennaio         | Me              | Gi              | Ve              | Sa              | Do              | Lu              | Ma              | Me              | Gi              | Ve              | Sa              | Do              | Lu              | Ma              | Me              | Gi              | Ve              | Sa              | Do              | Lu              | Ma              | Me              | Gi              | Ve              | Sa              | Do              | Lu              | Ma              | Me              | Gi              | Ve              |                 |
| Febbraio        | Sa              | Do              | Lu              | Ma              | Me              | Gi              | Ve              | Sa              | Do              | Lu              | Ma              | Me              | Gi              | Ve              | Sa              | Do              | Lu              | Ma              | Me              | Gi              | Ve              | Sa              | Do              | Lu              | Ma              | Me              | Gi              | Ve              |                 |                 |                 |                 |
| Marzo           | Sa              | Do              | Lu              | Ma              | Me              | Gi              | Ve              | Sa              | Do              | Lu              | Ma              | Me              | Gi              | Ve              | Sa              | Do              | Lu              | Ma              | Me              | Gi              | Ve              | Sa              | Do              | Lu              | Ma              | Me              | Gi              | Ve              | Sa              | Do              | Lu              |                 |
| Aprile          | Ma              | Me              | Gi              | Ve              | Sa              | Do              | Lu              | Ma              | Me              | Gi              | Ve              | Sa              | Do              | Lu              | Ma              | Me              | Gi              | Ve              | Sa              | Do              | Lu              | Ma              | Me              | Gi              | Ve              | Sa              | Do              | Lu              | Ma              | Me              |                 |                 |
| Maggio          | Gi              | Ve              | Sa              | Do              | Lu              | Ma              | Me              | Gi              | Ve              | Sa              | Do              | Lu              | Ma              | Me              | Gi              | Ve              | Sa              | Do              | Lu              | Ma              | Me              | Gi              | Ve              | Sa              | Do              | Lu              | Ma              | Me              | Gi              | Ve              | Sa              |                 |
| Giugno          | Do              | Lu              | Ma              | Me              | Gi              | Ve              | Sa              | Do              | Lu              | Ma              | Me              | Gi              | Ve              | Sa              | Do              | Lu              | Ma              | Me              | Gi              | Ve              | Sa              | Do              | Lu              | Ma              | Me              | Gi              | Ve              | Sa              | Do              | Lu              |                 |                 |
| Luglio          | Ma              | Me              | Gi              | Ve              | Sa              | Do              | Lu              | Ma              | Me              | Gi              | Ve              | Sa              | Do              | Lu              | Ma              | Me              | Gi              | Ve              | Sa              | Do              | Lu              | Ma              | Me              | Gi              | Ve              | Sa              | Do              | Lu              | Ma              | Me              | Gi              |                 |
| Agosto          | Ve              | Sa              | Do              | Lu              | Ma              | Me              | Gi              | Ve              | Sa              | Do              | Lu              | Ma              | Me              | Gi              | Ve              | Sa              | Do              | Lu              | Ma              | Me              | Gi              | Ve              | Sa              | Do              | Lu              | Ma              | Me              | Gi              | Ve              | Sa              | Do              |                 |
| Settembre       | Lu              | Ma              | Me              | Gi              | Ve              | Sa              | Do              | Lu              | Ma              | Me              | Gi              | Ve              | Sa              | Do              | Lu              | Ma              | Me              | Gi              | Ve              | Sa              | Do              | Lu              | Ma              | Me              | Gi              | Ve              | Sa              | Do              | Lu              | Ma              |                 |                 |
| Ottobre         | Me              | Gi              | Ve              | Sa              | Do              | Lu              | Ma              | Me              | Gi              | Ve              | Sa              | Do              | Lu              | Ma              | Me              | Gi              | Ve              | Sa              | Do              | Lu              | Ma              | Me              | Gi              | Ve              | Sa              | Do              | Lu              | Ma              | Me              | Gi              | Ve              |                 |
| Novembre        | Sa              | Do              | Lu              | Ma              | Me              | Gi              | Ve              | Sa              | Do              | Lu              | Ma              | Me              | Gi              | Ve              | Sa              | Do              | Lu              | Ma              | Me              | Gi              | Ve              | Sa              | Do              | Lu              | Ma              | Me              | Gi              | Ve              | Sa              | Do              |                 |                 |
| Dicembre        | Lu              | Ma              | Me              | Gi              | Ve              | Sa              | Do              | Lu              | Ma              | Me              | Gi              | Ve              | Sa              | Do              | Lu              | Ma              | Me              | Gi              | Ve              | Sa              | Do              | Lu              | Ma              | Me              | Gi              | Ve              | Sa              | Do              | Lu              | Ma              | Me              |                 |